# Courbevoie
Courbevoie /kuʁb(ə)ˈvwa/ è un comune francese di 87 638 abitanti situato nel dipartimento dell'Hauts-de-Seine nella regione dell'Île-de-France.
Il quartiere della Défense, principale quartiere d'affari di Parigi, si estende in parte sul comune di Courbevoie (e anche parzialmente sui comuni di Puteaux e Nanterre). Qui sorgono tra i più alti grattacieli della Francia: la Tour First (231 metri), la Tour Total (187 metri), la Tour GDF SUEZ (185 metri), la Tour Aurore (110 metri).

## Società

### Evoluzione demografica
Abitanti censiti

## Amministrazione

### Cantoni
Fino alla riforma del 2014 il territorio comunale della città di Courbevoie era ripartito in due cantoni:
- Cantone di Courbevoie-Nord
- Cantone di Courbevoie-Sud

A seguito della riforma approvata con decreto del 26 febbraio 2014, che ha avuto attuazione dopo le elezioni dipartimentali del 2015, il territorio comunale della città di Courbevoie è stato ripartito in due nuovi cantoni:
- Cantone di Courbevoie-1: comprende parte del comune di Courbevoie e parte del comune di Asnières-sur-Seine
- Cantone di Courbevoie-2: comprende parte del comune di Courbevoie e il comune di Puteaux

### Gemellaggi
- Freudenstadt
- Enfield